# Adenauerplatz 3 (Mönchengladbach)

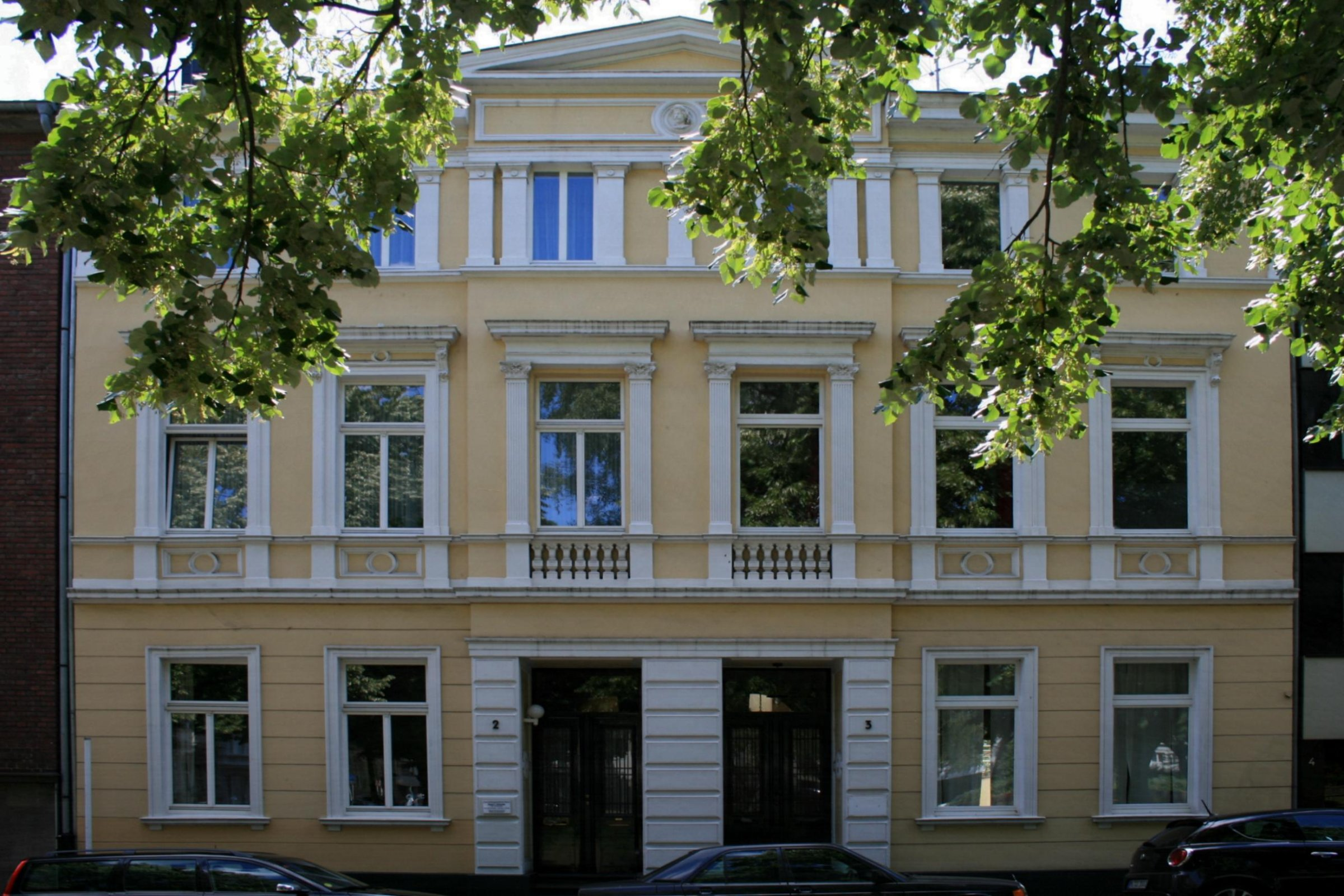
Adenauerplatz 2 (links) und 3 (rechts), 2010

Das Wohnhaus Adenauerplatz 3 steht in der Stadt Mönchengladbach in Nordrhein-Westfalen. Es wurde zwischen 1863 und 1879 erbaut. Das Gebäude ist unter Nr. A 052 am 24. Juli 2007 in die Denkmalliste der Stadt Mönchengladbach eingetragen worden.

## Lage
Das Wohnhaus (Doppelhaushälfte) steht am Südostrand des Adenauerplatzes in Nähe der St.-Albertus-Kirche.

## Architektur
Es handelt sich um ein traufständiges, dreiachsiges und dreigeschossiges Wohnhaus unter einem Satteldach. Die rechte Hausachse bildet mit der linken Hausachse des Nachbarhauses Adenauerplatz 2 einen gemeinsamen, von einem flachen Dreiecksgiebel überfangenen Mittelrisalit, in dem auch die beiden tief zurückversetzten und über sechs Treppenstufen aus Basaltlava zu erreichenden Hauszugänge mit doppelflügeligen Türen zu erreichen sind.
Das Erdgeschoss zeigt horizontal verlaufende Putzstreifen, hochrechteckige Fenster liegen in schmalen Putzrahmungen. Der Hauszugang wird von stärker aufgeputzten Putzquadern eingefasst. Ein Gurtgesims leitet zum ersten Obergeschoss über, es ist mit dem durchlaufenden und um den Risalit verköpften Sohlbankgesims zu einer Brüstungszone zusammengefasst. Die Putzrahmungen der Fenster sind aufwändiger ausgebildet und charakterisieren das Geschoss als Beletage. Außen liegen zwei hochrechteckige Fenster über abgesetzten Brüstungsfeldern mit Kartuschen. Konsolen tragen die vorspringende Verdachung. Im Mittelrisalit wird das Fenster von Lisenen gerahmt, die über Akanthuskapitelle eine starke, architravierte Verdachung tragen. Balustersäulchen betonen die Fensterbrüstung.
Das zweite Obergeschoss ist wiederum deutlich niedriger gehalten, zurückhaltender und schlicht gestaltet mit einem durchlaufenden, um den Risalit verkröpften Sohlbankgesims, auf dem drei schmalere und niedrigere Hochrechteckfenster, flankiert von breiten Pilastern, die ein durchlaufendes Sturzgesims tragen, aufsitzen. Sie werden an den Ecken des Risalits wiederholt. Ein starkes Traufgesims schließt die Fassade zum Dach hin ab. Im Mittelrisalit folgt ein geputztes und mit Leisten gerahmtes Wandfeld, in dem ein Porträtkopf sitzt. Darüber kragt der Dreiecksgiebel vor. Die rückseitige Fassade ist gestrichen. Beide Doppelhaushälften besitzen je einen an der gemeinsamen Trennwand liegenden, zweigeschossigen Anbau unter Flachdach. Die Hoffläche ist befestigt.